# 川添美優
川添 美優（かわぞえ みゆ、2001年9月22日 - ）は、日本の女子バレーボール選手である。

## 来歴
長崎県大村市出身。
創成館高等学校、福岡大学を経て、2023-24シーズン、V.LEAGUE DIVISION1 WOMEN（V1女子）に所属するPFUブルーキャッツの内定選手となった。内定選手としてV1女子の試合に出場し、Vリーグデビューを果たした。

## 所属チーム
- 創成館高等学校（2017-2020年）
- 福岡大学（2020-2024年）
- PFUブルーキャッツ/PFUブルーキャッツ石川かほく（2024年-）